# Museu d'Art Contemporani de Vigo
El Museu d'Art Contemporani de Vigo (MARCO) és un museu d'art contemporani inaugurat el 13 de novembre de 2002 a la ciutat de Vigo, Galícia. El museu ocupa un edifici panòptic rehabilitat el 1995, situat en ple centre de la ciutat i que va ser usat anteriorment com Palau de Justícia i presó. El 1990 va ser declarat Bé d'Interès Cultural. En aquest museu es realitzen diverses activitats i exposicions temàtiques.

## Història
Aquest edifici del segle xix va néixer com a conseqüència de la necessitat que tenia la ciutat de Vigo d'una presó pública. D'aquesta manera, el 16 de maig de 1861 el Ministeri aprova la construcció de la nova presó. El projecte va ser a càrrec de l'arquitecte José María Ortiz i Sánchez. El que en principi anava a ser una simple presó, va acabar convertint-se en un Palau de Justícia amb jutjats, presons i un petit alberg per als guardians, la construcció dels quals va acabar el 1880.
Exactament un segle després, l'Ajuntament pensava enderrocar aquest edifici per a construir una plaça arbrada en el seu lloc, però després del fort rebuig d'aquest nou projecte per part dels arquitectes Álvaro Siza Petxina de pelegrí i Javier Sáenz de Oiza i del catedràtic d'Història de l'Art de l'Escola Superior de Madrid, Pedro Navascués Palacio, es va aconseguir que el 6 d'octubre de 1990 la Direcció General de Patrimoni de la Junta de Galícia declarés l'edifici com a Bé d'Interès Cultural.
El 1995 s'adjudica el projecte per a la rehabilitació d'aquest edifici a l'equip d'arquitectes vigueses Salvador Fraga Rivas, Francisco Javier García-Quijada Romero i Manuel Portolés Sanjuán. L'objectiu d'aquest nou projecte és destinar l'immoble a ser el Museu d'Art Contemporani (MARCO). Després d'anys de treball i més de 2 milions d'euros invertits en la rehabilitació, el Museu va ser inaugurat el 2002.
Aquest edifici de planta hexagonal irregular té quatre grans sales de sostre envidrat (que antigament eren patis interiors), així com una plaça central on antigament se situava la capella. La seva façana principal, que dona al carrer Príncep (antiga carretera d'Orense), destaca per ser molt esvelta i per l'elevat sòcol que la recorre.

### Activitat
El museu, de titularitat municipal, va ser inaugurat el 13 de novembre de 2002, la primeira directora del museu va ser Carlota Álvarez Basso, qui va ser substituïda per Iñaki Martínez Antelo el mes de novembre de 2005. El museu disposa de 10.000 m², dels quals 3.500 estan destinats a sales d'exposicions.
Va néixer amb l'objectiu de conservar, investigar i exhibir obres d'art, estant entre les seves prioritats la producció, formació, comunicació i difusió de la cultura contemporània. És un centre amb una programació multidisciplinària oberta a tots els suports artístics actuals, orientat cara al coneixement de l'art i de la cultura.
El MARC forma part de la Xarxa Espanyola de Museus. El model de col·laboració de la xarxa és l'Associació Estratègica de Museus, que possibilita models de gestió amb un caràcter estructurat i normalitzat. Entre les premisses d'aquesta aliança estan la coproducció de mostres, la creació de programes conjunts, l'intercanvi d'experiències i informació i el préstec de dipòsit patrimonial.
El 13 de novembre de 2007 el MARC va celebrar el seu cinquè aniversari amb Tempo ao tempo, exposició commemorativa sobre el pas del temps que, per primera vegada, va ocupar els dos andares i l'espai annex del museu. La mostra va ser considerada per la revista El cultural com una de les deu millors exposicions fetes a Espanya durant 2007.

## Galeria d'imatges

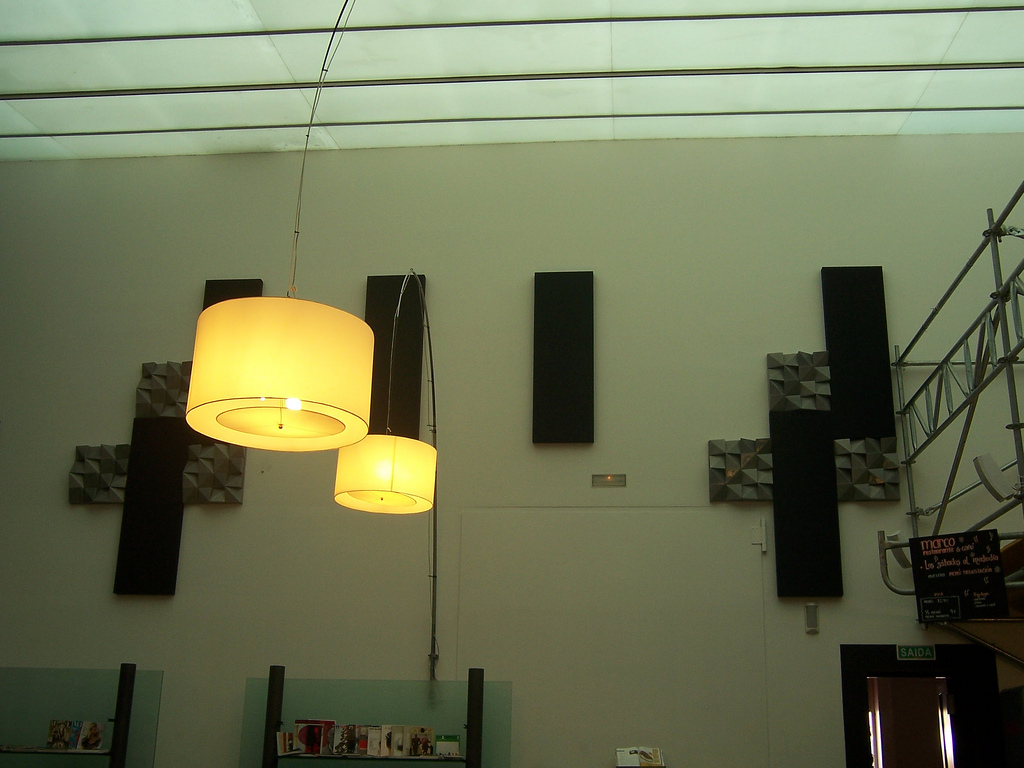
Cafeteria.
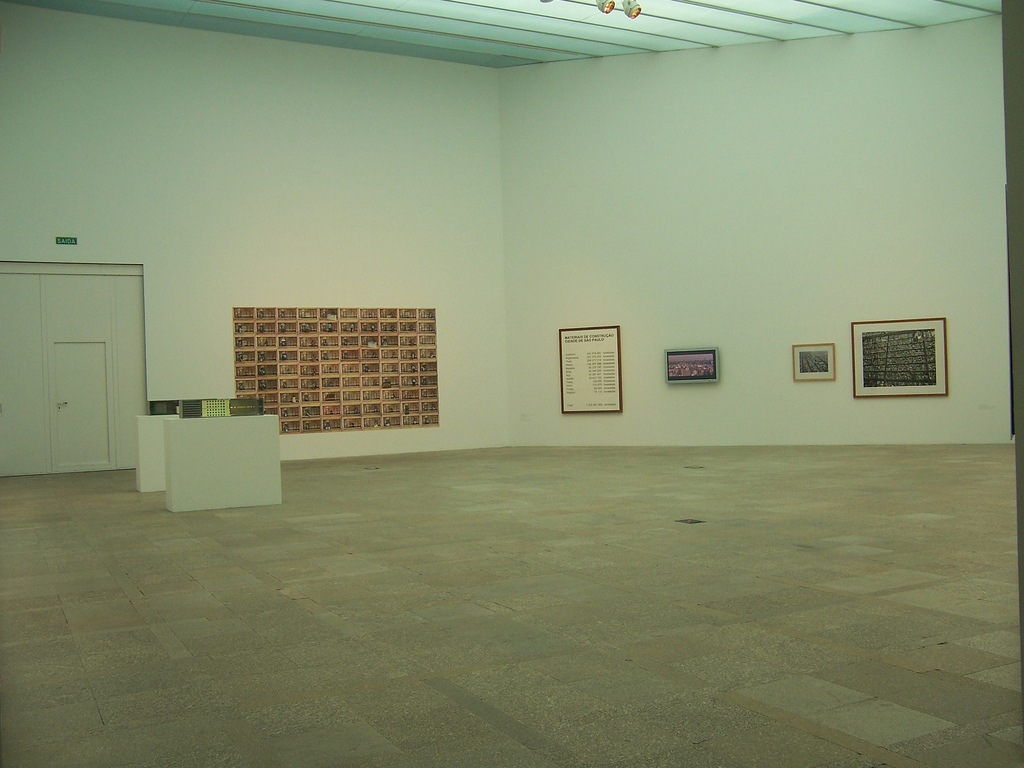
Una de les sales d'exposició.
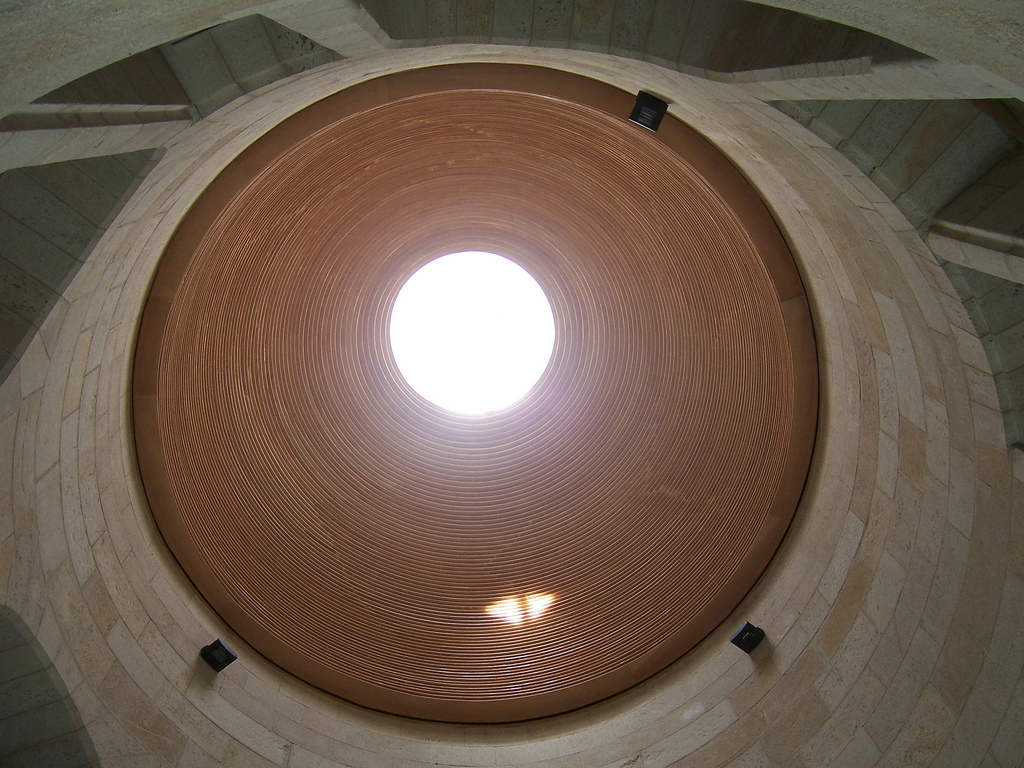
Cúpula del museu.
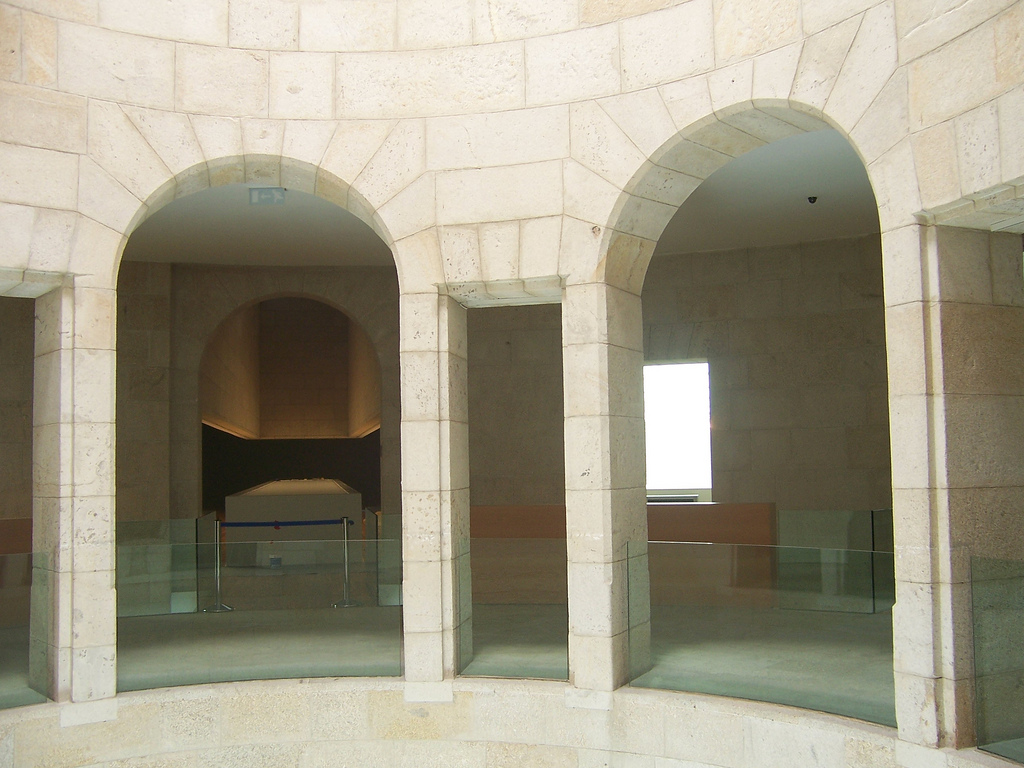
Pòrtics interiors.